# 利君牙
陳柏寧（英語：Mavis Chan Pak Ling，1992年1月6日—），藝名利君牙，香港女演員、主持人、歌手和模特兒，現為毛記電視藝員。其藝名惡搞香港電台前節目主持利君雅。

## 簡歷
陳柏寧有四分之一印度血統，曾被指貌似無綫電視藝員朱千雪及歌手薛凱琪。
陳柏寧畢業於嘉諾撒聖心書院及香港浸會大學傳理系學士，到100毛維園年宵攤位幫忙時被「腦細」林日曦睇中，並正式簽約加入毛記電視，成為其中一位比較受歡迎的主播。2015年5月毛記電視開台前後，以藝名「利君牙」及手持牙刷的「快樂主播」造型亮相。其後曾短期離開毛記，2015年8月回歸毛記電視。
2016年2月，香港蘋果日報披露「利君牙」與毛記電視創辦人之一、「腦細B」阿Bu的情侶關係，指二人曾在香港銅鑼灣一帶甜蜜拍拖，並於揭發後承認戀情。
除了“利君牙”之外，陳柏寧還飾演過“提子珊”等角色，並與毛記電視另一男偽員“龍志權”組建姐弟組合“正能兩”。
2021年11月11日，陳柏寧於Instagram宣佈和阿Bu結婚。

## 主持
- 2015年起：毛記電視《六點半左右新聞報道》
- 2015年起：毛記電視《勁曲金曲》
- 2016年5月11日：毛記電視《萬千呃Like賀台慶》司儀之一
- 2016年7月：毛記電視《星光熠熠耀書展》
- 2017年起：毛記電視《愛護同事協會》
- 2019年：ViuTV《點相》系列
- 2020年：ViuTV《點擺》（固定演出兼第15集嘉賓主持）

## 劇集
- 2015年：毛記電視《犬時代》 飾 慳妹

## 外部連結
- 利君牙的Facebook專頁